# Jan Schnider
Jan Schnider (* 7. Januar 1983 in Oensingen, Schweiz) ist ein Schweizer Volleyball- und Beachvolleyballspieler.

## Karriere Halle
Jan Schnider erzielte seine ersten sportlichen Erfolge in der Halle, als er mit SEAT Volley Näfels 2003, 2004 und 2005 drei Schweizer-Meister-Titel in Folge feiern konnte. Dazu kamen Supercuperfolge in den Jahren 2003, 2004 und 2006 sowie Cupsiege 2004 und 2005.
Nach drei Jahren Pause gab Schnider im November 2009 ein Comeback in der Halle und spielte in der Saison 2009/10 in der Nationalliga A bei Swica Volley Münsingen und von 2010 bis 2016 beim TV Schönenwerd. Die Vizemeisterschaft 2014 sowie den Cupfinal ein Jahr später waren die besten Ergebnisse in dieser Zeit. Ein weiteres Comeback in der B-Liga der Schweiz 2020 in der zweiten Mannschaft des Vereins aus dem Kanton Solothurn scheiterte an der coronabedingten Absage des Spielbetriebs.

## Karriere Beach
Ab 2005 setzte Schnider auch auf Beachvolleyball und spielte bis 2007 zusammen mit Marcel Gscheidle. Nach der WM 2007 in Gstaad wechselte er den Partner und bildete ein Duo mit Martin Laciga, dem jüngeren der erfolgreichen Laciga-Brüder. 2008 qualifizierten sich Laciga/Schnider für die Olympischen Spiele in Peking. Nach weniger als zwei gemeinsamen Jahren trennten sich Jan Schnider und Martin Laciga im Mai 2009. Schnider spielte vorübergehend mit Andy Sutter und bildete dann nach der Beachvolleyball-Weltmeisterschaft in Stavanger zusammen mit Philip Gabathuler ein neues Nationalteam. Im August 2011 starteten sie bei der EM in Kristiansand, wo sie im Achtelfinale gegen die Letten Pļaviņš/J. Šmēdiņš verloren. Mit Ende der Saison 2011 trennte sich das Team Gabathuler/Schnider wieder, da sie die gesteckten Ziele nicht erreichten.